# Syr Darya
Il Syr Darya (in persiano سير داريا‎, Sīr Dāryā), conosciuto come Iassarte nell'antichità, è un fiume dell'Asia centrale, lungo 2212 km, che sfocia nel Piccolo Aral.

## Nome
L'antico nome del fiume, Iassarte, deriva dalla parola greca Ιαξάρτης (Iaxártēs). Questa, a sua volta, derivava dal persiano antico Yakhsha Arta, che si può tradurre grosso modo come «La Bella Abbondanza». Nelle scritture islamiche medievali il fiume era conosciuto dagli Arabi con il nome Sayḥūn in arabo سيحون‎?), che è il nome di uno dei quattro fiumi del paradiso. 

Il fiume gemello del Syr Darya, l'Amu Darya, fu quindi chiamato Jayḥūn (in arabo جيحون‎?), derivato da Gihon. Da questi due nomi arabi derivano i nomi turchi dei due fiumi, rispettivamente Sayḥūn e Ceyhun. Il nome attuale del fiume è relativamente recente. Negli stati che attraversa, il fiume è denominato nelle seguenti maniere: in uzbeko Sirdarjo; in kazako Сырдарья, Sirdarja; in tagiko Сирдарё, Sirdarjo. In russo viene chiamato Сырдарья, Sirdarja.

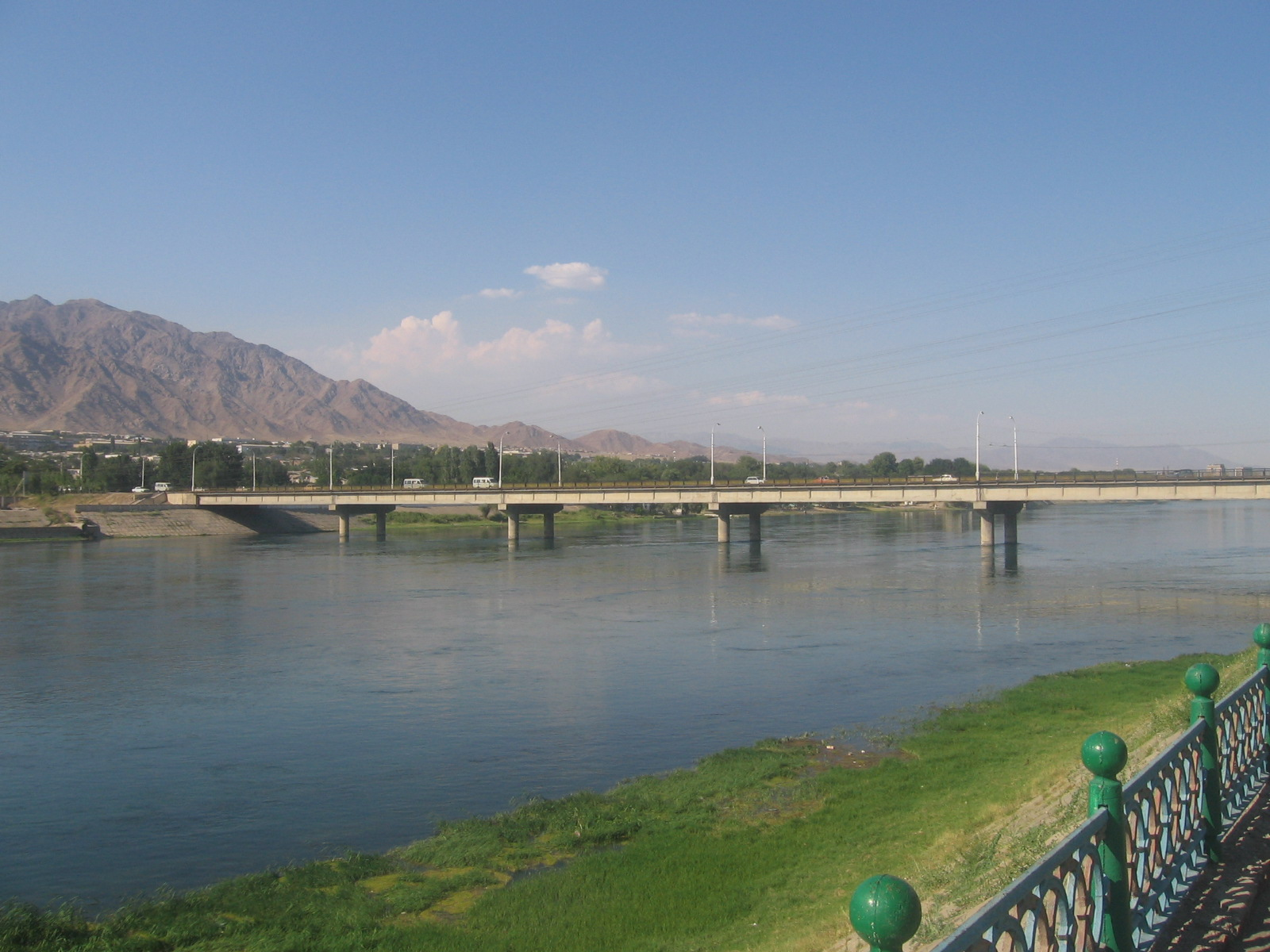
Il Syr Darya a Khujand.

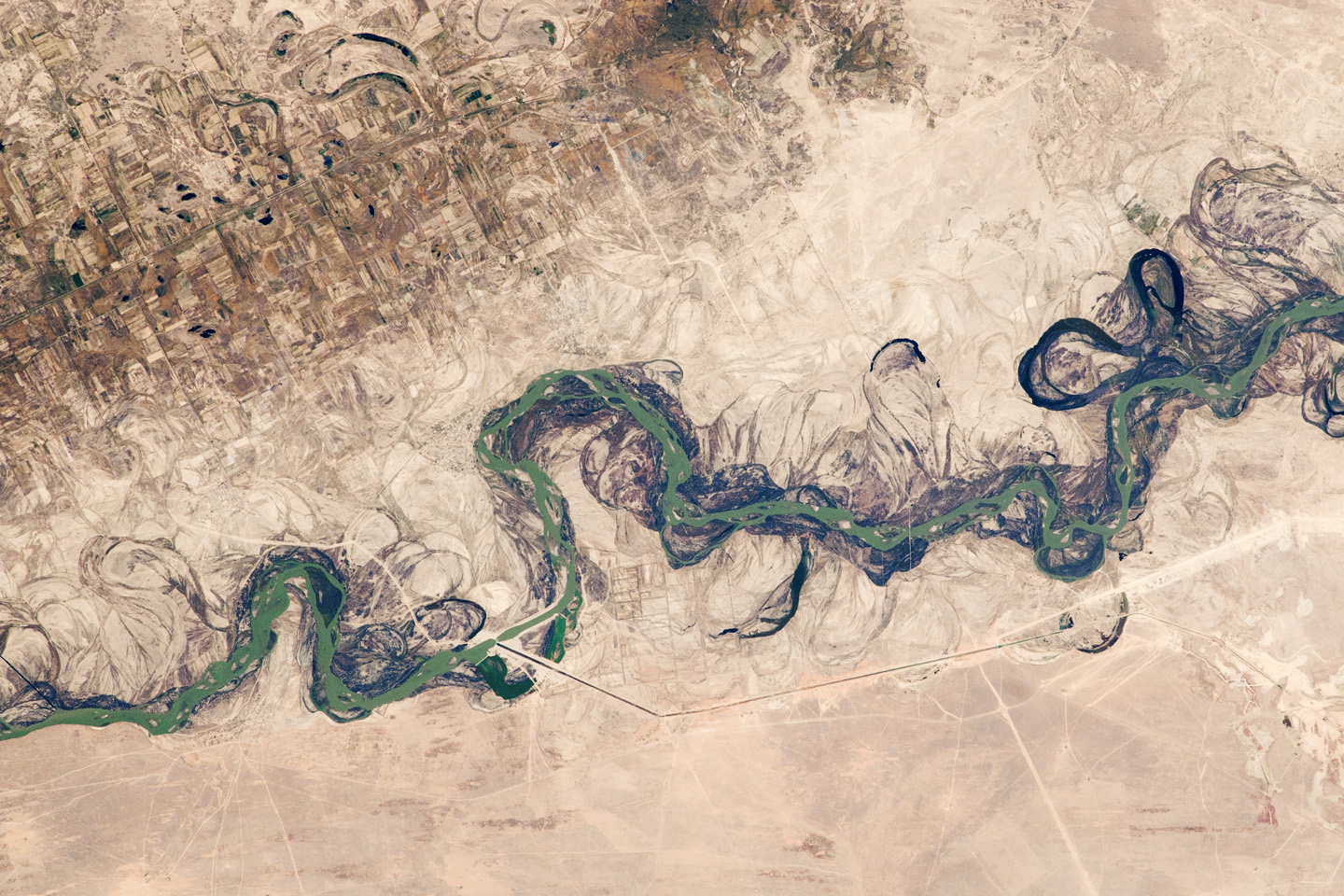
Il corso medio del Syr Darya.

## Geografia
Il fiume è formato dalla confluenza tra il Naryn e il Karadar'ia, due fiumi provenienti entrambi dal Kirghizistan. Questo «matrimonio fluviale» ha luogo in Uzbekistan, nella valle di Fergana, racchiusa tra le catene montuose del Tien Shan e dell'Alai. Da lì, il Syr Darya prosegue verso ovest attraverso la valle, passando il confine con il Tagikistan all'ingresso del bacino di Kairakkum. Poco più a valle del bacino idrico, il fiume torna nuovamente in Uzbekistan, dove raggiunge il bassopiano turanico e piega a nord per attraversare poi il confine con il Kazakistan.
Il Syr Darya attraversa il Kazakistan procedendo verso nord-ovest, formando il margine settentrionale del deserto del Kyzylkum. In inverno il corso inferiore del Syr Darya tende a straripare, quindi una parte delle acque in eccedenza vengono dirottate, attraverso il bacino di Shardara, nell'Aydar, un lago artificiale creato in Uzbekistan, dove possono essere dissipate. Il fiume, considerevolmente ridotto nella portata dal pesante prelievo di acqua per scopi di irrigazione, si getta infine nel Piccolo Aral. Assieme al Naryn (il suo ramo sorgentifero di destra) è lungo 3019 km. Di conseguenza il suo bacino idrografico, compresi tutti i suoi affluenti, è di 782669 km². In passato il Syr Darya formava un delta interno in prossimità della sua foce.

## Qualità delle acque
La qualità delle acque del Syr Darya è caratterizzata dal forte apporto di sali dovuto al ritorno delle acque di irrigazione. La salinità del fiume nella valle di Fergana, densamente popolata, sale dai 300-600 mg/l nella parte superiore fino ai 3 g/l all'uscita dalla valle ed è caratterizzata dalla presenza di solfato di magnesio, bicarbonato di calcio, cloruro di sodio e solfato di calcio. L'utilizzo del fiume come fonte di acqua potabile non è più possibile a causa degli elevati tassi di inquinamento delle sue acque nel corso medio e inferiore.
In Tagikistan è aumentato il contenuto di uranio nelle acque del fiume, nelle quali sono stati registrati valori compresi tra i 12 e i 43 µg/l; sono stati in tal caso parzialmente superati i 30 µg/l consentiti dalle linee guida dell'OMS per le acque potabili. Tuttavia, quasi tutto l'uranio rinvenuto nelle acque tagike non proviene da questo paese, ma dalle aree più a monte di Uzbekistan e Kirghizistan.

## Disastro ambientale
Un ampio sistema di canali di irrigazione, tra cui alcuni costruiti nel XVIII secolo dai khan di Kokand, priva il fiume delle sue acque. La massiccia espansione di questo sistema di canali durante l'era sovietica, quando la produzione di cotone in Asia centrale fu spinta al massimo e dovettero essere costruiti numerosi bacini idrici, ha provocato una vera e propria catastrofe ambientale nella regione. Tranne che nelle annate particolarmente piovose, oggi il fiume si prosciuga spesso molto prima di raggiungere la parte settentrionale di quello che era il lago d'Aral. Il lago attuale è solamente un misero residuo di come esso era in passato e si è diviso in due parti a causa dell'essiccazione. Tra il 1980 e il 1988 il corso inferiore del Syr Darya, che prima si gettava nel lago d'Aral, si è addirittura prosciugato completamente. Con milioni di persone che ora vivono in questa regione grazie alla coltivazione del cotone e i governi di Kazakistan, Uzbekistan e Turkmenistan in disaccordo tra loro sul da farsi, non è chiaro come verrà affrontato questo problema.

## Bacini idrici
Il corso del Syr Darya è interrotto da numerose dighe costruite per scopi di irrigazione e per la produzione di energia; il più grande tra i laghi artificiali che si trovano lungo il suo corso è il già citato bacino di Kairakkum (chiamato anche Kajrakkum o Kayrakum), che ricopre una superficie totale di 520 km² ed ha un volume di stoccaggio di 4,16 miliardi di metri cubi.